# Jadwiga Kozicka
Jadwiga Kozicka (z domu Estreicher; ur. 1 lipca 1887 r. w Borowie, zm. 14 lipca 1973 r.) – biolożka, parazytolożka, ichtiolożka, pracownik naukowy.

## Życiorys

### Edukacja
Ukończyła pensję Leonii Rudzkiej w Warszawie i w 1908 r. uzyskała maturę w II Żeńskim Gimnazjum Państwowym, już będąc mężatką. Następnie rozpoczęła studia na kierunku biologia na Uniwersytecie Jagiellońskim, które ukończyła w 1913 roku. Dwa lata później wyjechała do Kijowa, do ciężko rannego męża. Podjęła tam pracę na Kursach Żeńskich, początkowo na stanowisku asystenta, a następnie jako prosektor w Zakładzie Histologii Uniwersytetu św. Włodzimierza.

### Kariera naukowa
Do kraju wróciła w 1918 roku z zamiarem podjęcia pracy na Uniwersytecie Jagiellońskim u profesora Michała Siedleckiego. Obowiązki rodzinne nie pozwoliły na zrealizowanie tych planów. Wyjechała do rodzinnego Szczebrzeszyna, gdzie zajęła się pielęgnacją chorego męża i prowadzeniem domu, jednocześnie znajdując czas na prowadzenie obserwacji florystycznych dla prof. Władysława Szafera.
W 1935 roku, po śmierci męża Jadwiga Kozicka przeprowadziła się do Warszawy i rozpoczęła pracę u prof. Mieczysława Konopackiego, w Zakładzie Histologii Normalnej na Wydziale Medycznym Uniwersytetu Warszawskiego. Rok później objęła dodatkowo stanowisko asystenta naukowego w Laboratorium Mięsoznawczo-Bakteriologicznym przy Rzeźniach Miejskich. Poza wykonywaniem badań biochemiczno-histologicznych czuwała nad praktykami studenckimi.
Wybuch II wojny światowej przerwał Kozickiej na 6 lat wykonywanie pracy naukowej. 1 grudnia 1939 roku, tracąc pracę, wyjechała do Woli Suchożebrskiej pod Siedlcami, gdzie pracowała jako ogrodnik. Ostatnie dwa lata okupacji spędziła w Łomiankach pod Warszawą, prowadząc własne jednohektarowe gospodarstwo.
W 1946 roku zatrudniona została jako asystentka prof. Franciszka Pliszki w Zakładzie Chorób Ryb Wydziału Weterynaryjnego Szkoły Głównej Gospodarstwa Wiejskiego w Warszawie. Pracowała tam do chwili likwidacji Zakładu w 1949 roku. Dodatkowo nawiązała kontakt z Uniwersytetem Warszawskim, gdzie w 1947 r. złożyła egzamin magisterski i rozpoczęła pracę w Zakładzie Zoologii Ogólnej, przekształconym wkrótce w Zakład Parazytologii Uniwersytetu Warszawskiego. W 1949 r. uzyskała stopień naukowy doktora w SGGW.
Jako adiunkt Zakładu Parazytologii Uniwersytetu Warszawskiego uczestniczyła w terenowych badaniach zespołowych nad występowaniem pasożytów w biocenozie różnych typów jezior, prowadzonych przez prof. Wincentego L. Wiśniewskiego na jeziorach Druzno (1950–1953), Gołdapiwo (1954–1955) i Mantry Północne (1956–1958). W 1954 roku Jadwiga Kozicka otrzymała tytuł naukowy docenta. Rok później zmieniła pracę, przenosząc się do Zakładu Parazytologii PAN, gdzie pracowała do 6 sierpnia 1960 roku. Przeszła wtenczas na emeryturę, nie przerywając jednak badań naukowych i pozostając nadal członkiem Rady Naukowej Zakładu.
W 1964 roku wzięła udział w I Międzynarodowym Kongresie Parazytologicznym w Rzymie, wygłaszając referat pt. „Pasożyty ryb, jako podstawa charakterystyki parazytologicznej zbiornika”.

## Nagrody i odznaczenia
- Nagroda naukowa Wydziału II Nauk Biologicznych PAN – 1958
- Złoty Krzyż Zasługi
- Krzyż Kawalerski Orderu Odrodzenia Polski[1].

## Życie prywatne
Jej rodzicami byli Antoni Bogumił Estreicher (1857–1929) i Zofia Antonina z d. Tabiszewska (1866–1929). W 1907 roku zawarła w Katedrze w Lublinie ślub z Piotrem Kozickim, lekarzem ordynacji Zamoyskich. Mąż zmarł w 1935. 
Była matką warszawskiego dziennikarza Stefana Kozickiego (11.03.1923 – 05.03. 1991).
Docent Jadwiga Kozicka pochowana została na cmentarzu w Szczebrzeszynie.

## Publikacje
- Über den Bau und die Entwicklung der Haftlappen bei Geckoniden (1913)[6];
- Badania histologiczne nad wątrobą jako narządem krwiotwórczym u płaza Ambustoma maxicanum Cope (Urodela) (1939)[7];
- Studia nad składnikami krwi i narządami krwiotwórczymi u Ambystoma mexicanum (1939)[8];
- Spostrzeżenie nad zakażeniem sielawy (Coregonus albula L.) przez Ichthyotaenia longicollis Rudin (1949)[9];
- Lamproglena pulchella Nordmann (1832) w Polsce (1957)[10];
- Parasitofauna of the biocenosis of Drużno Lake. Pt. 7, Diseases of fishes of Drużno lake (1958)[11];
- Neodiplostomum pseudattenuatum (Dubois, 1928) Dubois, 1932, syn. Neodiplostomulum scardinii Schulman (in Dubinin 1952) (1960)[12];
- Studies on the biology and taxonomy of trematodes of the genus Tylodelphys Diesing, 1850 (Diplostomatidae) (1960)[13];
- Parasitofauna of the biocenosis of Drużno Lake. Pt. 8, Parasites of fishes of Drużno lake (1959)[14];
- Tylodelphys podicipina sp. n. (Trematoda, Strigeidae) and its life-cycle (1960)[15];
- Attempt of fishery-parasitologic estimation of the lakes of Węgorzewo Establishment (1963)[16];
- A case of the lethal effect of Paralepoderma brumpti (Buttner, 1950) on the fry of Coregonus albula, C. lavaretus and Rutilus rutilus under breeding conditions (1966)[17];
- Remarks on the occurrence and biology of Cotylurus erraticus (Rudolphi. 1809) (Strigeidae) from the Mazurian Lakes = Uwagi o występowaniu i biologii Cotylurus erraticus (Rudolphi. 1809) (Strigeidae) na jeziorach mazurskich[18];
- Cestode larvae of the family Dilepididae Fuhrmann, 1907 parasitizing fresh-water fish in Poland (1971)[19];
- Metacerkaria Apatemon annuligerum (v. Nordmann, 1832) Odening, i metacerkaria Apatemon sp. (=Tetracotyle sp. I Kozicka, 1958, z mózgu narybku Cyprinidae) – morfologia i występowanie w jeziorach Mazurskich (1972)[20];
- Miasta, w których żył i działał Mikołaj Kopernik (1972)[21].